# Cyphophthalmus teyrovskyi
Espèce
Synonymes
- Siro teyrovskyi Kratochvíl, 1938

Cyphophthalmus teyrovskyi est une espèce d'opilions cyphophthalmes de la famille des Sironidae.

## Distribution
Cette espèce est endémique de Croatie. Elle se rencontre sur Mljet dans la grotte Velika špilja.

## Description
Le mâle syntype mesure 1,93 mm et les femelles de 1,96 à 2,00 mm.

## Systématique et taxinomie
Cette espèce a été décrite sous le protonyme Siro teyrovskyi par Kratochvíl en 1938. Elle est placée dans le genre Cyphophthalmus par Boyer, Karaman et Giribet en 2005.

## Étymologie
Cette espèce est nommée en l'honneur de Vladimír Teyrovský.

## Publication originale
- Kratochvíl, 1938 : « Essai d'une nouvelle classification du genre Siro. » Věstník Československé zoologické společnosti v Praze - Mémoires de la Société Zoologique Tchécoslovaque de Prague, vol. 5, p. 59–76.